# يان ستانلي
يان ستانلي (بالإنجليزية: Ian Stanley)‏ هو لاعب غولف أسترالي، ولد في 14 نوفمبر 1948 في ملبورن في أستراليا، وتوفي في 29 يوليو 2018.

## وصلات خارجية
- يان ستانلي على موقع رابطة أوروبا للاعبي الغولف المحترفين (الإنجليزية)
- يان ستانلي على موقع رابطة اليابان للاعبي الغولف المحترفين (الإنجليزية)
- يان ستانلي على موقع التصنيف العالمي الرسمي للغولف (الإنجليزية)